# 中野駅 (青森県)
中野駅（なかのえき）は、かつて青森県上北郡天間林村（現：七戸町）道ノ下にあった、南部縦貫鉄道南部縦貫鉄道線の駅である。

## 歴史
- 1962年（昭和37年）10月20日：鉄道開業とともに営業開始。
- 1997年（平成9年）5月6日：鉄道路線休止に伴い営業停止。
- 2002年（平成14年）8月1日：鉄道路線廃止に伴い廃駅。

## 駅構造
1面1線のホームを持つ地上駅。無人駅だがベニヤ板で造られた簡易待合室が設けてある。駅周辺には国道4号と田畑しかない。

## 隣の駅
南部縦貫鉄道
南部縦貫鉄道線
天間林駅 - 中野駅 - 営農大学校前駅